# Museo de Arte de Boca Ratón
El Museo de Arte de Boca Ratón (Boca Raton Museum of Art) fue fundado por un grupo de artistas en 1950 como la Asociación de Artistas de Boca Ratón. La institución ha crecido hasta contar con una Escuela de Bellas Artes, la Asociación de artistas, una tienda y el Museo con destacadas colecciones permanentes de pintura contemporánea, fotografía, pinturas no occidentales, objetos de vidrio y esculturas, así como una variada selección de exposiciones temporales. El museo está ubicado en el número 501 de Plaza Real, en Boca Ratón, (Florida) en el Parque Mizner.

## Acerca del Museo
El Museo de Arte de Boca Ratón cuenta con una amplia variedad de exposiciones temporales y colecciones permanentes, tanto de artistas consagradas como de autores emergentes, incluyendo algunas obras de arte de grandes maestros. Ofrece programas educativos, conferencias de artistas, películas, clases para niños y actividades. El museo recibe más de 200.000 visitas al año, lo que lo convierte en una gran institución cultural en Boca Ratón y su área circundante. El museo facilita que se dibuje en sus salas e incluso ofrece tablas, libros de dibujo y lápices en el mostrador de recepción. El primer domingo de cada mes, la entrada al museo es gratuita. El Museo de Arte de Boca Ratón es un museo de Estrella Azul, lo que significa que ofrece entrada gratuita a los militares en servicio activo y a sus familias entre el Memorial Day y el Labor Day. El museo está acreditado por la Alianza Americana de Museos. Cada dos años se publica el boletín "Musa", disponible para su descarga en la página web del museo.

## Colección permanente
- Pintura, dibujo y escultura europeos y estadounidense de los siglos XIX y XX
- La Colección de Maestros Modernos de Dr. y la Sra. John J. Mayers (incluyendo obras de Degas, Matisse, Modigliani, Picasso, Seurat y otros)
- Después del Minimalismo: la Escultura Abstracta a partir de la década de 1970 y 1980
- El Arte de Utensilios de África Occidental
- La Colección de arte Precolombino de Jean y David Colker y Selecciones de la Colección de Fotografía[3]
- Colecciones de Esculturas de los jardines. Se exhiben más de 30 esculturas en el museo y la escuela de bellas artes.

## Artistas de la colección
- Arman
- Samuel Bak
- Will Barnet
- Jenniffer Bartlett
- Georg Baselitz
- Leonard Baskin
- Rudolf Bauer
- George Bellows
- Isabel Bishop
- Oscar Florianus Bluemner
- Ilya Bolotowsky
- Graciela Rodo Boulanger
- Stanley Boxer
- Georges Braque
- Jack Bush
- Alexander Calder
- Anthony Caro
- Leonora Carrington
- Lynn Chadwick
- Marc Chagall
- John Chamberlain
- Mihail Chemiakin
- Jules Chéret
- Sandro Chia
- Judy Chicago
- Dale Chihuly
- Dan Christensen
- Christo and Jeanne Claude
- Chryssa
- Howard Chandler Christy
- Chuck Close
- George Cohen
- John Constable
- Lovis Corinth
- Guillaume Cornelis van Beverloo
- Bill Crawford
- Carlos Cruz-Díez
- José Luis Cuevas
- Allan D'Arcangelo
- Haydn Llewellyn Davies
- Arthur Bowen Davies
- Gene Davis
- Stuart Davis
- Adolf Dehn
- Elaine de Kooning
- Sonia Delaunay
- Charles Demuth
- Lesley Dill
- Jim Dine
- Stevan Dohanos
- Enrico Donati
- Roland Dorcely
- Jean Dubuffet
- William R. Dunlap
- Alberto  Durero
- Edouard Duval-Carrié
- Friedel Dzubas
- Fred Ellis
- Jimmy Ernst
- Max Ernst
- Erté
- M. C. Escher
- Richard Estes
- Lyonel Feininger
- Georges de Feure
- Ernest Fiene
- Leonor Fini
- Eric Fishl
- Audrey Flack
- Jean-Michel Folon
- Sam Francis
- William Glackens
- Nancy Graves
- Cleve Gray
- Stephen Greene
- Al Held
- John Raymond Henry
- Jasper Johns
- Wolf Kahn
- Alex Katz
- Leon Kroll
- Yasuo Kuniyoshi
- Ronnie Landfield
- John Leeve
- Pat Lipsky
- Conrad Marca-Relli
- John Marin
- Knox Martin
- John Matos
- Reuben Nakian
- Robert Natkin
- Louise Nevelson
- Costantino Nivola
- Guy Pene du Bois
- Richard Pousette-Dart
- Maurice Prendergast
- Paul Reed
- I. Rice Pereira
- Betye Saar
- Italo Scanga
- Jacques Soisson
- Julian Stanczak
- Akio Takamori
- Jacques Villon
- Jerry Weiss
- Adja Yunkers

## Galería

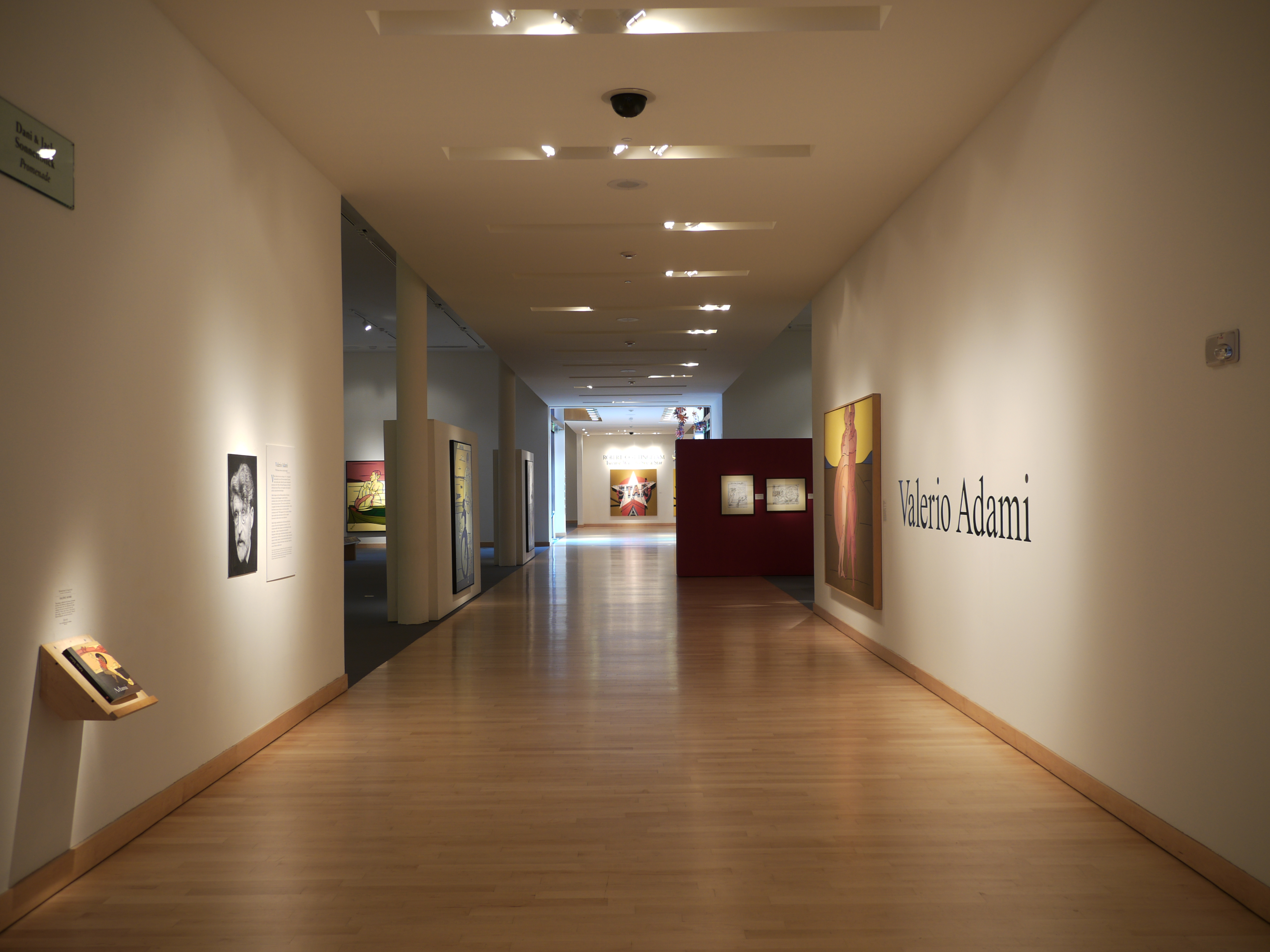
Valerio Adami exposición

## La Escuela de Bellas Artes
El Museo de Arte de Boca Ratón ofrece múltiples clases a través de su escuela de bellas artes, la parte del museo encargada de la enseñanza. La escuela de bellas artes se encuentra en la ubicación original del museo en Palmetto Park Road. Hay clases para principiantes y de perfeccionamiento. El contenido de las clases va desde la fotografía hasta el textil, la cerámica o la fabricación de joyas. También existe una campamento de verano de arte para niños de cinco a doce años.

## La Asociación de Artistas
La asociación sirve de ayuda al Museo de Arte de Boca Ratón. Fue creada por el Consejo del Museo en 1984. La asociación organiza más de veinte exposiciones durante todo el año y los ingresos de las ventas de obras de arte se destinan al mantenimiento del museo. La asociación está abierta tanto a artistas como a amantes del arte.